# The Haunted Mansion: Haunted Hits
The Haunted Mansion: Haunted Hits es la banda sonora de la película del 2003, The Haunted Mansion, protagonizada por Eddy Murphy.

## Información
La banda sonora fue lanzada en Estados Unidos un día antes del estreno de la película, bajo el sello discográfico de Walt Disney Records, y lanzada en Japón el 3 de mayo de 2004, bajo el sello discográfico de Avex Trax..
El primer sencillo a promocionar fue "Superstition", realizado por la cantante estadounidense Raven-Symoné, siendo este sencillo grabado anteriormente por su compositor Stevie Wonder en 1972.

## Canciones
| N.º   | Título                                      | Escritor(es)                                             | Intérprete(s)                                                                        | Duración |  |
| 1.    | «Superstition»                              | Stevie Wonder                                            | Raven-Symoné                                                                         | 3:13     |  |
| 2.    | «Grim, Grinning Ghosts»                     | Xavier Atencio, Buddy Baker                              | Barenaked Ladies                                                                     | 1:42     |  |
| 3.    | «Somebody's Watching Me»                    | Rockwell                                                 | Morris Day                                                                           | 3:22     |  |
| 4.    | «Spooky»                                    | Buddy Buie, J. R. Cobb, Harry Middlebrooks, Mike Shapiro | Conti Bros.                                                                          | 3:23     |  |
| 5.    | «Things That Go Bump In The Night»          | Peter Cunnah, Andrew Christopher Lee Petrie              | JACK                                                                                 | 3:41     |  |
| 6.    | «Right Place, Wrong Time»                   | Malcolm John Rebennack                                   | Brian O'Neal & The BusBoys                                                           | 3:29     |  |
| 7.    | «Dead Man's Party»                          | Danny Elfman                                             | Oingo Boingo                                                                         | 4:19     |  |
| 8.    | «Man With The Hex»                          | John K. Bunkley                                          | The Atomic Fireballs                                                                 | 3:02     |  |
| 9.    | «Monster Mash»                              | L. Capizzi, B. Pickett                                   | Brian O'Neal & The BusBoys                                                           | 4:13     |  |
| 10.   | «The Boogie Man»                            | Deke Richards                                            | The Jackson 5                                                                        | 2:58     |  |
| 11.   | «Tombstone»                                 | Suzanne Vega                                             | Suzanne Vega                                                                         | 3:05     |  |
| 12.   | «I Put A Spell On You»                      | J. Hawkins, Screamin' Jay Hawkins                        | Calvin Richardson                                                                    | 2:57     |  |
| 13.   | «Grim, Grinning Ghosts»                     | Xavier Atencio, Buddy Baker                              | Dapper Dans, Shelby Grimm, Harry Campbell, William T. Lewis, Tim Reeder, Bob Hartley | 1:08     |  |
| 14.   | «Overture from The Haunted Mansion» (Score) | Mark Mancina                                             | Mark Mancina                                                                         | 3:13     |  |
| 15.   | «So Long»                                   |                                                          | Dapper Dans, Shelby Grimm, Harry Campbell, Bob Hartley, William T. Lewis, Tim Reeder | 0:24     |  |
| 44:09 |                                             |                                                          |                                                                                      |          |  |